# Красное (бывшее село, Москва)
Кра́сное — бывшее село, вошедшее в состав Москвы в 1960 году. Находилось в Зюзинской волости Московской губернии, в районе современных улиц Днепропетровской, Красного Маяка и Чертановской.

## История

### Красное в XVI—XVIII веках
Согласно данным из писцовой книги образца 1627 года, в конце XVI века село числилось за дьяком Петром Микулиным. В период Смуты село разорилось, в результате чего до сыновей дьяка, Луки и Якова, дошло в виде одноимённой пустоши. После Микулиных в 1646 году село принадлежало Тимофею Фёдоровичу Караулову.
Согласно переписным книгам 1678 года Красное числилось во владении казначея Ивана Богдановича Камынина. После него владельцем села стал князь Яков Никитич Урусов, супругой которого была дочь Камынина и по всей видимости Красное было её приданым. В 1709 году «сельцо Красное на пруде, едучи с Москвы по правую сторону Болшие Серпуховские дороги» принадлежало их сыну князю Александру Яковлевичу Урусову, обучавшемуся морской науке в Англии и служившему мичманом. В это время здесь значится «двор вотчинников» с 14 деловыми людьми, из которых один — садовник, и 5 крестьянских дворов с 10 мужиками.
После князя имением стал владеть его сын Александр. Из описания села того времени: «На суходоле, при Большой Серпуховской дороге, дом господский деревянный, с плодовитым садом, земля глинистая, хлеб средственной, покосы хорошие, лес дровяной, крестьяне на пашне». Всего в 1773 году было 275,5 десятин земли, 8 дворов с 72 крестьянами.
Ввиду отсутствия у Александра Александровича наследников, владение перешло троюродной сестре Ирине Григорьевне Урусовой, вышедшей замуж за князя Алексея Ивановича Гагарина. В 1796 году Красное стало собственностью её сына, при котором в усадьбе имелись оранжерея и ветряная мельница.

### Красное в XIX — начале XX веках

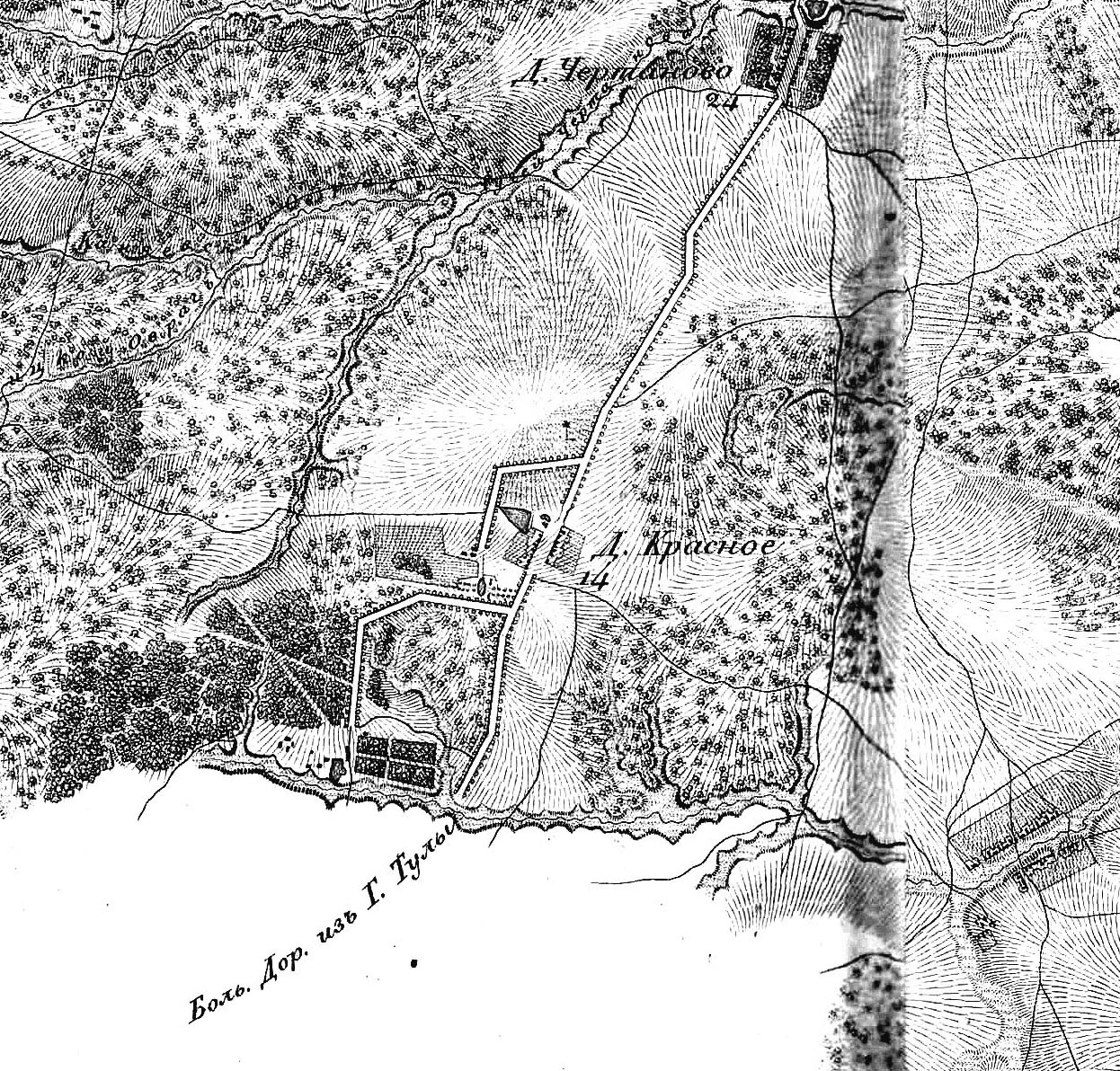
Красное на карте 1818 года

В 1808 году Иван Гагарин продал Красное знаменитому очень обеспеченному владельцу Люблино, действительному статскому советнику Николаю Алексеевичу Дурасову. В Отечественную войну 1812 года в Красном «разграблено неприятелем ржи 200 четвертей, ярового 275, сена 790 пудов, лошадей 10, коров 12, овец 30». После войны село продано родственнику Дурасова московскому вице-губернатору Егору Александровичу Дурасову. После него Красное принадлежало Любови Ильинишне Житковой, в 1855 году её мужу Алексею Николаевичу Житкову и дочери Елизавете. Елизавета вышла замуж за полковника Кушнерева и в 1871 году, получив в дар от отца его 1/7 часть, стала полной владелицей Красного. В 1911 году имением владела Ананьева.
Жители Красного занимались садоводством, выращивали картофель и зерновые культуры. Удалённость от Москвы неблагоприятно сказывалась на жизни села, так вплоть до конца XIX века здесь не было доходных огородов, сохранялось паровое поле, а часть земли и вовсе пустовала. Из дополнительных промыслов в 1880-е годы крестьянки делали гильзы для папирос и перематывали хлопчатобумажную нить на катушки.
В 1884 году в селе было 14 дворов, часовня, проживало 106 человек, в 1910 году уже 25 хозяйств и 153 жителя
После Октябрьской революции по состоянию на 1927 год в селе насчитывалось 196 жителей, в их пользовании находилось 143 га земли. Красное подчинялось Бирюлёвскому сельсовету. Позже имение было национализировано и тут образовался совхоз «Красный маяк», частично располагавшийся в зданиях усадьбы.

### В составе Москвы
В 1960 году село Красное вошло в состав Москвы. Эти территории были отнесены к Москворецкому району Москвы. После 1969 года территория отошла к Советскому району.
В 1974 году был упразднён совхоз, все сельские и совхозные строения разрушены, а их территории застроены жилыми домами. Память о совхозе, а через него и о селе, сохранилась в названии улицы Красного Маяка. После административной реформы 1991 года территория, где ранее располагалось село, вошла в район «Чертаново Центральное».